# タキミチャルメルソウ
タキミチャルメルソウ（滝見哨吶草、学名：Mitella stylosa var. stylosa）は、ユキノシタ科チャルメルソウ属の多年草。自家和合性で、雌雄同株。別名、ハリベンチャルメルソウという。

## 特徴
地中の根茎はやや太く、その先端から長さ7-15cmになる葉柄をもった根出葉がでる。葉柄には長い粗い毛が生える。葉身は長さ4-9cm、幅3-7cmになる卵形で、基部は心形、縁は浅く掌状に切れ込み、裂片には不ぞろいの鋸歯がある。葉の表面は暗緑色でまばらに粗い毛が生え、裏面は淡緑色でしばしば紅紫色をおび、まばらに粗い毛が生える。
花期は4月。花茎は高さ20-30cmになり、腺毛が密に生える。先に総状花序をつけ、多数の花をつける。萼筒は鐘状から倒円錐形で、茶色をし、腺毛が密に生える。萼裂片は5個あり、茶紅色をし、花時に直立して先端だけがやや斜開する。萼片の内側には毛が生えない。花弁は5個で花時に半曲し、紅褐色をし、ふつう線形で魚の骨状に分裂しないがときに3裂し、まれに花弁がないこともある。花弁に腺点があるが、まれにないこともある。雄蕊は5個あり、花弁と対生する。子房は下位で花盤があり、花柱は2個あり、やや長く、長さ約1.4mmになる。柱頭はやや太く4裂する。果実は蒴果で、ラッパ状に上向きになり、花柱間の縫合線で開口する。種子は長楕円形、種皮に乳頭状の突起が散生する。
本種、シコクチャルメルソウ、チャルメルソウ、ミカワチャルメルソウは、ライラックアルデヒドを主成分とする独特な匂いを発生させ、キノコバエ科のミカドシギキノコバエ Gnoriste mikado 1種のみが訪花し、花粉を運ぶ。

## 分布と生育環境
日本固有種。本州（岐阜県・滋賀県・三重県）に分布し、山地の渓流沿いや滝の近くなどの陰湿地に生育する。
1973年に若林三千男が発表した「日本産チャルメルソウ属について」によると、本種の分布域は、伊吹山地の北側は金糞岳まで、鈴鹿山脈の南側は滋賀県の旧永源寺町（現東近江市）付近までで、鎌ヶ岳付近までいくとチャルメルソウの分布域となる。伊吹山の東側の池田山の南麓では本種とミカワチャルメルソウが混在して生育しているという。

## 名前の由来
種小名（種形容語）stylosa は、「花柱のある」の意味。

## 種の保全状況評価
準絶滅危惧（NT）（環境省レッドリスト）
（2017年、環境省）2007年レッドリストまでは、絶滅危惧II類(VU)。

## ギャラリー

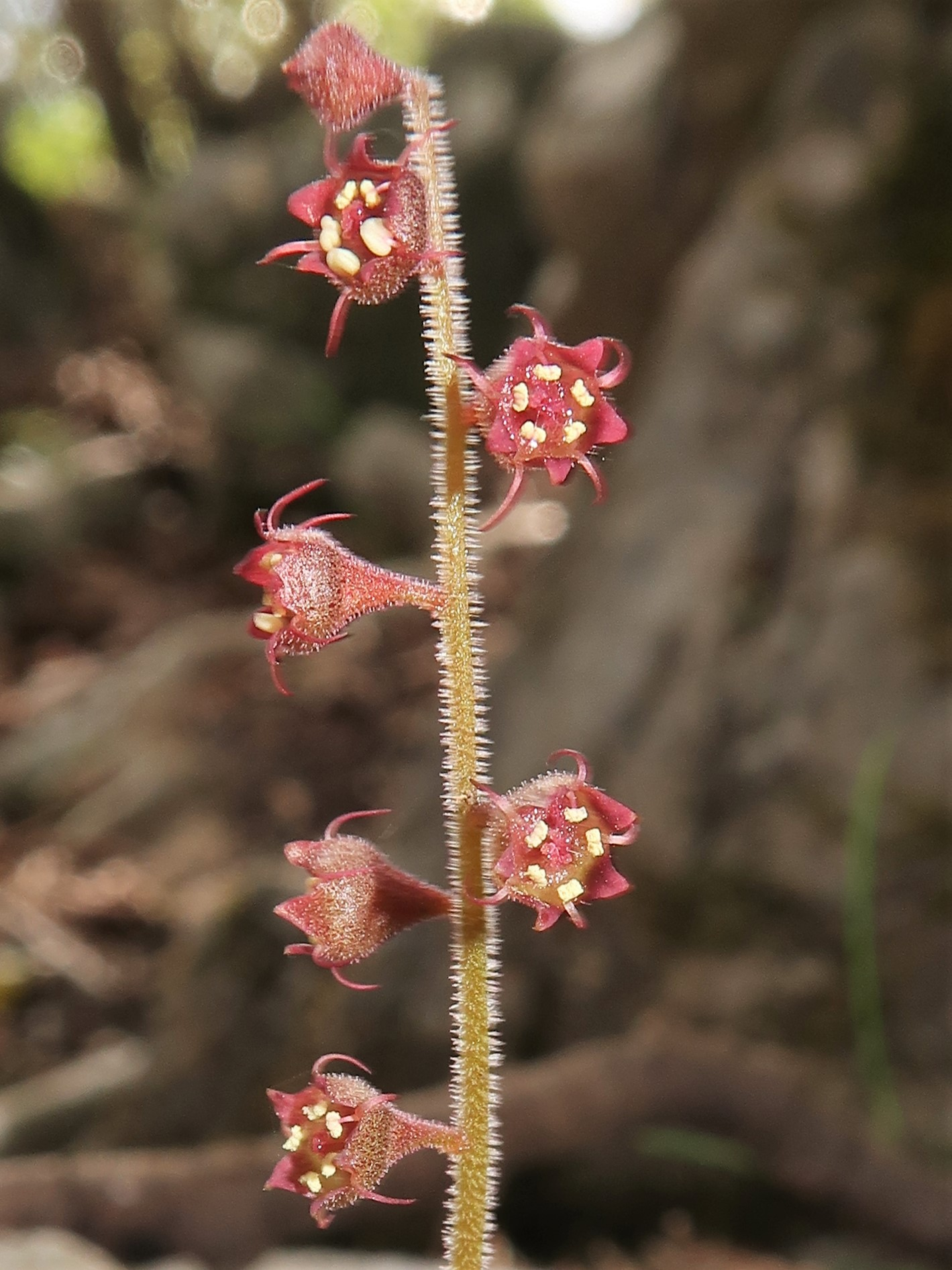
萼裂片は直立し、先端だけがやや斜開する。花弁は線形で魚の骨状に分裂しない。
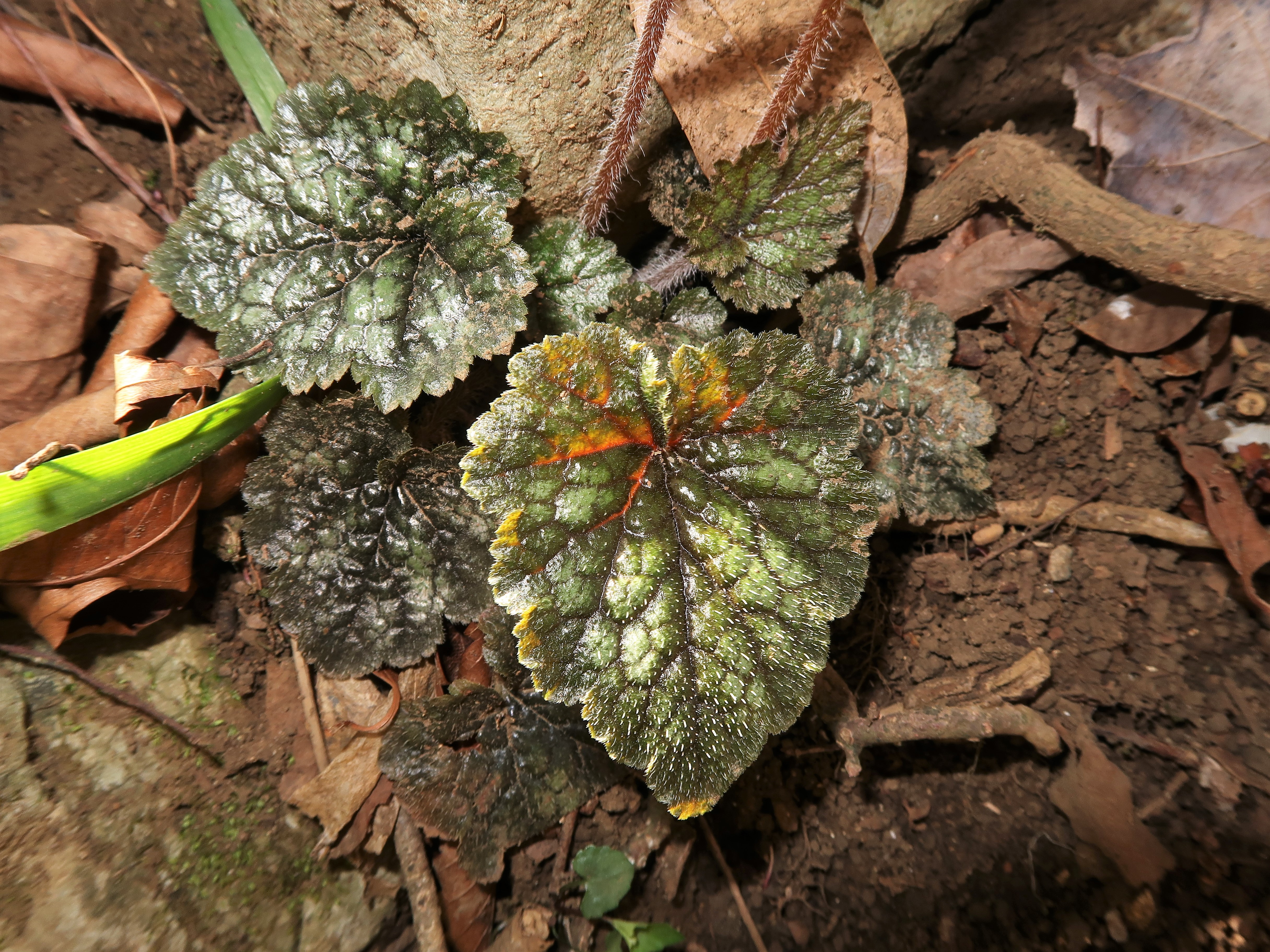
葉の縁は浅く切れ込み、裂片には不ぞろいの鋸歯がある。葉の表面は暗緑色でまばらに粗い毛が生える。
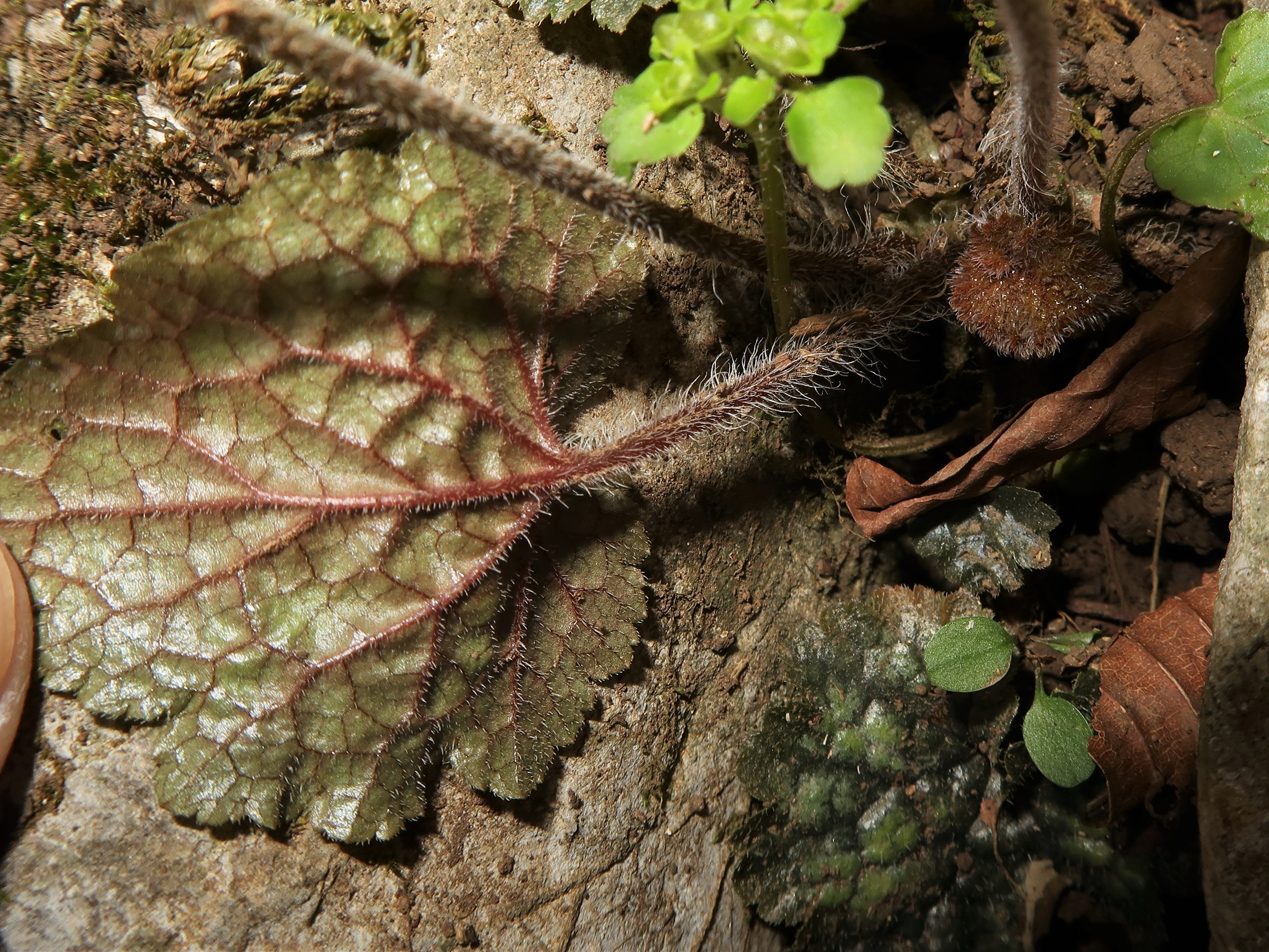
葉の裏面はしばしば紅紫色をおび、葉柄には長い粗い毛が生える。

## 下位分類
タキミチャルメルソウを分類上の基本種とする変種にシコクチャルメルソウ（四国哨吶草、学名：Mitella stylosa H.Boissieu var. makinoi (H.Hara) Wakab.、シノニム：Mitella makinoi H.Hara）がある。もともとは、シノニムのとおり独立種であったが、若林三千男が1977年に Mitella stylosa H.Boissieu の学名をチャルメルソウからタキミチャルメルソウのものに替えた際に、タキミチャルメルソウとシコクチャルメルソウの類似性から両種は相互に変種関係にあるとし、学名上は、シコクチャルメルソウはタキミチャルメルソウを分類上の基本種とする変種としたものである。